# クワイエット・エレガンス
クワエット・エレガンス(Quiet Elegance)はアメリカ合衆国デトロイトで結成された女性三人組のソウル・グループである。

## キャリア
1971年、フランキー・ギアリング、ロイス・リーヴス、ミルドレッド”ミリー”ヴァニーの三人がデトロイトで結成。後にハイ・レコードと契約し、シングルを何枚か発表した。ギアリングはOVライトとともに来日し、ヴィヴィッド・サウンドから日本独自アルバムが発表されたこともある。グループ解散後は、ロイス・リーヴスはマーサ&ヴァンデラスに加入、ヴァニーはミリー・スコットと改名し、ソウル・アルバムを発表している。

## ビブリオグラフィ
- Bogdanov,Vladimir; Bush, John; Woodstra, Chris, Erlewine, Stephen Thomas (Eds) (2005) All Music Guide To Soul, Backbeat Books, San Francisco. ISBN 0-87930-744-7
- Tee, Ralph (1991) Who’s Who In Soul Music, Weidenfeld & Nicolson, London. ISBN 0-297-81081-2